# Jan-Olof Danielsson
Jan-Olof Gunnar Danielsson, född 28 november 1958 i Stockholm, är en svensk tidigare barnskådespelare som spelade rollen som Kalles bäste polare Stubben i filmerna om Anderssonskans Kalle.

## Filmografi
Källa: 
- 1972 – Anderssonskans Kalle
- 1973 – Anderssonskans Kalle i busform